# Missalina Rei
Missalina Rei var ett japanskt punkband. Deras sound beskrivs som både punk och rock, deras musik var väldigt melodiös. Sångerna var inte lika hemska och mörka som de Noir Fleurir och Aliene Ma’riage spelade (trots att i alla fall några låtar som exempelvis Gimandari sägs likna just Aliene Ma’riage). Som alla Key Party-band hade Missalina Rei sitt eget sound.

## Biografi
Missalina Reis historia ganska kort. Det började år 1998, då de släppte sitt första album Gekka Hakurei den 23 juli. Efter att deras nästa skiva hade släppts den 21 november, bytte bandet skivbolag från Enamell Records till Key Party. I början spelade Arisu bas medan Aya var den som sjöng. Senare ändrades deras positioner i bandet.
Deras första skiva Gekka Hakurei var antagligen deras tyngsta skiva. Bandets musik ändrades när de gick över till Key Party. Stilen blev ljusare och mer livlig. På livespelningar föredrog de dock att spela sina tidigare låtar och om man lyssnar på TO*KI*ME*KI kan man lätt höra de förändringar som de gick igenom. Från ett mörkt band till en rolig och liten galen grupp. Det berodde nog mest på Arisus kontakt med publiken, tillsammans med hans söta utseende och scenpersonlighet.
Bandet splittrades den 17 november 2000, efter sitt sista oneman och medlemmarna gick åt varsitt håll. Arisu blev vokalist för Coup D’etat, Aya skapade Marilyn?Dustschool och spelade tillsammans med andra före detta Key Party-medlemmar i Delfina Ma’riage, Kazui blev medlem i WOOL och Hiro avslutade antagligen sin musikkarriär när Missalina Rei upphörde att existera.

## Medlemmar
- Sångare : Arisugawa Arisu
- Gitarrist : Hiro
- Bas : Aya
- Trummor : Kazui